# Europese kampioenschappen zwemmen 2004
De Europese Kampioenschappen Langebaanzwemmen 2004 werden van 6 tot en met 16 mei georganiseerd in de Spaanse hoofdstad Madrid.

## Uitslagen Openwaterzwemmen

### Mannen

#### 5 km
| rang   | naam            | land | tijd    |
| ------ | --------------- | ---- | ------- |
| Goud   | Fabio Venturini | ITA  | 51’41”4 |
| Zilver | Alan Bircher    | GBR  | 51’55”4 |
| Brons  | Stefano Rubaud  | ITA  | 52’11”8 |

#### 10 km
| rang   | naam               | land | tijd      |
| ------ | ------------------ | ---- | --------- |
| Goud   | Jevgeni Kotsjkarov | RUS  | 1h45’21”5 |
| Zilver | Massimiliano Parla | ITA  | 1h45’22”8 |
| Brons  | Anton Sanatsjev    | RUS  | 1h45’23”9 |

#### 25 km
| rang   | naam               | land | tijd      |
| ------ | ------------------ | ---- | --------- |
| Goud   | Jevgeni Kotsjkarov | RUS  | 4h18’00”5 |
| Zilver | David Meca         | ESP  | 4h18’00”5 |
| Brons  | Petar Stoychev     | BUL  | 4h18’02”5 |

### Vrouwen

#### 5 km
| rang   | naam            | land | tijd    |
| ------ | --------------- | ---- | ------- |
| Goud   | Britta Kamrau   | GER  | 59’11”3 |
| Zilver | Stefanie Biller | GER  | 59’14”4 |
| Brons  | Xenia Lopez     | ESP  | 59’16”3 |

#### 10 km
| rang   | naam          | land | tijd      |
| ------ | ------------- | ---- | --------- |
| Goud   | Britta Kamrau | GER  | 1h54’24”0 |
| Zilver | Marta Nogues  | ESP  | 1h54’25”6 |
| Brons  | Angela Maurer | GER  | 1h54’26”0 |

#### 25 km
| rang   | naam             | land | tijd      |
| ------ | ---------------- | ---- | --------- |
| Goud   | Britta Kamrau    | GER  | 4h39’11”0 |
| Zilver | Natalja Pankina  | RUS  | 4h39’23”5 |
| Brons  | Ivanka Moralieva | BUL  | 4h41’21”2 |

## Uitslagen Langebaanzwemmen

### Mannen

#### 50 meter vrije slag
| rang   | naam            | land | tijd  |
| ------ | --------------- | ---- | ----- |
| Goud   | Aleksandr Popov | RUS  | 22”32 |
| Zilver | Stefan Nystrand | SWE  | 22"42 |
| Brons  | Lorenzo Vismara | ITA  | 22"45 |

#### 100 meter vrije slag
| rang   | naam                      | land | tijd  |
| ------ | ------------------------- | ---- | ----- |
| Goud   | Filippo Magnini           | ITA  | 48”87 |
| Zilver | Pieter van den Hoogenband | NED  | 49"33 |
| Brons  | Christian Galenda         | ITA  | 49"55 |

#### 200 meter vrije slag
| rang   | naam                      | land | tijd    |
| ------ | ------------------------- | ---- | ------- |
| Goud   | Pieter van den Hoogenband | NED  | 1'47"05 |
| Zilver | Andrej Kapralov           | RUS  | 1'48"28 |
| Brons  | Filippo Magnini           | ITA  | 1'48"69 |
| Brons  | Massimiliano Rosolino     | ITA  | 1'48"69 |

#### 400 meter vrije slag
| rang   | naam               | land | tijd    |
| ------ | ------------------ | ---- | ------- |
| Goud   | Emiliano Brembilla | ITA  | 3'49"14 |
| Zilver | Joeri Priloekov    | RUS  | 3'49"51 |
| Brons  | Dragos Coman       | ROU  | 3'49"52 |

#### 1500 meter vrije slag
| rang   | naam             | land | tijd     |
| ------ | ---------------- | ---- | -------- |
| Goud   | Joeri Priloekov  | RUS  | 15'04"35 |
| Zilver | Igor Tsjervinski | UKR  | 15'11"94 |
| Brons  | Dragoș Coman     | ROU  | 15'15"42 |

#### 50 meter rugslag
| rang   | naam               | land | tijd  |
| ------ | ------------------ | ---- | ----- |
| Goud   | Stev Theloke       | GER  | 25"61 |
| Zilver | Darius Grigalionis | LTU  | 25"67 |
| Brons  | David Ortega       | ESP  | 25"69 |

#### 100 meter rugslag
| rang   | naam         | land | tijd  |
| ------ | ------------ | ---- | ----- |
| Goud   | László Cseh  | HUN  | 55"26 |
| Zilver | Markus Rogan | AUT  | 55"27 |
| Brons  | Stev Theloke | GER  | 55"39 |

#### 200 meter rugslag
| rang   | naam          | land | tijd    |
| ------ | ------------- | ---- | ------- |
| Goud   | Markus Rogan  | AUT  | 1'57"58 |
| Zilver | Răzvan Florea | ROU  | 1"58"00 |
| Brons  | Simon Dufour  | FRA  | 1'58"54 |

#### 50 meter schoolslag
| rang  | naam           | land | tijd  |
| ----- | -------------- | ---- | ----- |
| Goud  | Oleg Lisogor   | UKR  | 27"55 |
| Goud  | Hugues Duboscq | FRA  | 28"23 |
| Brons | Matjaž Markič  | SLO  | 28"24 |

#### 100 meter schoolslag
| rang   | naam           | land | tijd    |
| ------ | -------------- | ---- | ------- |
| Goud   | Oleg Lisogor   | UKR  | 1'01"13 |
| Zilver | Hugues Duboscq | FRA  | 1'01"25 |
| Brons  | Richard Bodor  | HUN  | 1'01"54 |

#### 200 meter schoolslag
| rang   | naam              | land | tijd    |
| ------ | ----------------- | ---- | ------- |
| Goud   | Paolo Bossini     | ITA  | 2'11"73 |
| Zilver | Dmitri Komornikov | RUS  | 2'12"02 |
| Brons  | Richard Bodor     | HUN  | 2'13"27 |

#### 50 meter vlinderslag
| rang   | naam              | land | tijd  |
| ------ | ----------------- | ---- | ----- |
| Goud   | Sergej Breoes     | UKR  | 24"02 |
| Zilver | Nikolaj Skvortsov | RUS  | 24"05 |
| Brons  | Andrij Serdinov   | UKR  | 24"16 |

#### 100 meter vlinderslag
| rang   | naam              | land | tijd  |
| ------ | ----------------- | ---- | ----- |
| Goud   | Andrij Serdinov   | UKR  | 52"31 |
| Zilver | Franck Esposito   | FRA  | 52"65 |
| Brons  | Nikolaj Skvortsov | RUS  | 52"75 |

#### 200 meter vlinderslag
| rang   | naam             | land | tijd    |
| ------ | ---------------- | ---- | ------- |
| Goud   | Denys Sylantjev  | UKR  | 1'56"71 |
| Zilver | Ioan Gherghel    | ROU  | 1'56"82 |
| Brons  | Anatoli Poljakov | RUS  | 1'57"45 |

#### 200 meter wisselslag
| rang   | naam                  | land | tijd    |
| ------ | --------------------- | ---- | ------- |
| Goud   | Markus Rogan          | AUT  | 1'59"79 |
| Zilver | Jani Sievinen         | FIN  | 2'00"43 |
| Brons  | Massimiliano Rosolino | ITA  | 2'00"53 |

#### 400 meter wisselslag
| rang   | naam              | land | tijd    |
| ------ | ----------------- | ---- | ------- |
| Goud   | László Cseh       | HUN  | 4'12"86 |
| Zilver | Luca Marin        | ITA  | 4'14"31 |
| Brons  | Alessio Boggiatto | ITA  | 4'14"32 |

#### 4×100 meter vrije slag
| rang   | naam                                                                 | land | tijd    |
| ------ | -------------------------------------------------------------------- | ---- | ------- |
| Goud   | Lorenzo Vismara Christian Galenda Giacomo Vassanelli Filippo Magnini | ITA  | 3'15"66 |
| Zilver | Andrej Kapralov Jevgeni Lagoenov Ivan Oesov Denis Pimankov           | RUS  | 3'17"00 |
| Brons  | Amaury Leveaux Germain Cayette Julien Sicot Fabien Gilot             | FRA  | 3'18"10 |

#### 4×200 meter vrije slag
| rang   | naam                                                                       | land | tijd    |
| ------ | -------------------------------------------------------------------------- | ---- | ------- |
| Goud   | Emiliano Brembilla Matteo Pelliciari Massimiliano Rosolino Filippo Magnini | ITA  | 7'11"93 |
| Zilver | Maksim Koeznetsov Jevgeni Natsvin Andrej Kapralov Joeri Priloekov          | RUS  | 7'16"95 |
| Brons  | Fabien Horth Hugues Duboscq Franck Esposito Julien Sicot                   | FRA  | 7'19"00 |

#### 4×100 wisselslag
| rang   | naam                                                              | land | tijd    |
| ------ | ----------------------------------------------------------------- | ---- | ------- |
| Goud   | Volodymyr Nikolaychuk Oleg Lisogor Andrij Serdinov Joeri Jegosjin | UKR  | 3'37"14 |
| Zilver | Simon Dufour Hugues Duboscq Franck Esposito Julien Sicot          | FRA  | 3'37"77 |
| Brons  | László Cseh Richard Bodor Zsolt Gaspar Attila Zubor               | HUN  | 3'37"86 |

### Vrouwen

#### 50 meter vrije slag
| rang   | naam               | land | tijd  |
| ------ | ------------------ | ---- | ----- |
| Goud   | Therese Alshammar  | SWE  | 25”12 |
| Zilver | Svetlana Khakhlova | BLR  | 25"20 |
| Brons  | Sandra Völker      | GER  | 25"24 |

#### 100 meter vrije slag
| rang   | naam                    | land | tijd  |
| ------ | ----------------------- | ---- | ----- |
| Goud   | Malia Metella           | FRA  | 54”46 |
| Zilver | Marleen Veldhuis        | NED  | 54"86 |
| Brons  | Nery-Mantey Niangkouara | GRE  | 55"05 |

#### 200 meter vrije slag
| rang   | naam             | land | tijd    |
| ------ | ---------------- | ---- | ------- |
| Goud   | Camelia Potec    | ROU  | 1'58"20 |
| Zilver | Solenne Figuès   | FRA  | 1'58"30 |
| Brons  | Josefin Lillhage | SWE  | 1'59"45 |

#### 400 meter vrije slag
| rang   | naam            | land | tijd    |
| ------ | --------------- | ---- | ------- |
| Goud   | Laure Manaudou  | FRA  | 4'07"90 |
| Zilver | Camelia Potec   | ROU  | 4'09"31 |
| Brons  | Jana Klotsjkova | UKR  | 4'10"53 |

#### 800 meter vrije slag
| rang   | naam             | land | tijd    |
| ------ | ---------------- | ---- | ------- |
| Goud   | Erika Villaecija | ESP  | 8'31"26 |
| Zilver | Anja Carman      | SLO  | 8'37"10 |
| Brons  | Camelia Potec    | ROU  | 8'37"56 |

#### 50 meter rugslag
| rang   | naam               | land | tijd  |
| ------ | ------------------ | ---- | ----- |
| Goud   | Ilona Hlaváčková   | CZE  | 29"00 |
| Zilver | Nina Zjivanevskaja | ESP  | 29"03 |
| Brons  | Alessandra Cappa   | ITA  | 29"28 |

#### 100 meter rugslag
| rang   | naam                | land | tijd    |
| ------ | ------------------- | ---- | ------- |
| Goud   | Laure Manaudou      | FRA  | 1’00"93 |
| Zilver | Stanislava Komarova | RUS  | 1’01"89 |
| Brons  | Nina Zjivanevskaja  | ESP  | 1’02"38 |

#### 200 meter rugslag
| rang   | naam                | land | tijd    |
| ------ | ------------------- | ---- | ------- |
| Goud   | Stanislava Komarova | RUS  | 2'10"97 |
| Zilver | Anja Carman         | SLO  | 2"13"12 |
| Brons  | Sanja Jovanović     | CRO  | 2'13"95 |

#### 50 meter schoolslag
| rang  | naam              | land | tijd  |
| ----- | ----------------- | ---- | ----- |
| Goud  | Maria Östling     | SWE  | 31"68 |
| Goud  | Jelena Bogomazova | RUS  | 31"90 |
| Brons | Majken Thorup     | NOR  | 32"05 |

#### 100 meter schoolslag
| rang   | naam                | land | tijd    |
| ------ | ------------------- | ---- | ------- |
| Goud   | Svitlana Bondarenko | UKR  | 1'09"23 |
| Zilver | Jelena Bogomazova   | RUS  | 1'09"37 |
| Brons  | Mirna Jukić         | AUT  | 1'09"41 |
| Brons  | Maria Östling       | SWE  | 1'09"41 |

#### 200 meter schoolslag
| rang   | naam              | land | tijd    |
| ------ | ----------------- | ---- | ------- |
| Goud   | Mirna Jukić       | AUT  | 2'27"25 |
| Zilver | Alenka Kejzar     | SLO  | 2'29"71 |
| Brons  | Jelena Bogomazova | RUS  | 2'29"77 |

#### 50 meter vlinderslag
| rang   | naam               | land | tijd  |
| ------ | ------------------ | ---- | ----- |
| Goud   | Natalia Soetiagina | RUS  | 27"04 |
| Zilver | Martina Moravcová  | SVK  | 27"09 |
| Brons  | Chantal Groot      | NED  | 27"11 |

#### 100 meter vlinderslag
| rang   | naam               | land | tijd  |
| ------ | ------------------ | ---- | ----- |
| Goud   | Martina Moravcová  | SVK  | 58"05 |
| Zilver | Malia Metella      | FRA  | 58"78 |
| Brons  | Otylia Jędrzejczak | POL  | 58"85 |

#### 200 meter vlinderslag
| rang   | naam               | land | tijd    |
| ------ | ------------------ | ---- | ------- |
| Goud   | Otylia Jędrzejczak | POL  | 2'06"47 |
| Zilver | Paola Cavallino    | ITA  | 2'09"27 |
| Brons  | Mette Jacobsen     | DEN  | 2'09"43 |

#### 200 meter wisselslag
| rang   | naam             | land | tijd    |
| ------ | ---------------- | ---- | ------- |
| Goud   | Jana Klotsjkova  | UKR  | 2'12"56 |
| Zilver | Hanna Shcherba   | BLR  | 2'15"03 |
| Brons  | Beatrice Căslaru | ROU  | 2'15"70 |

#### 400 meter wisselslag
| rang   | naam            | land | tijd    |
| ------ | --------------- | ---- | ------- |
| Goud   | Jana Klotsjkova | UKR  | 4'38"52 |
| Zilver | Eva Risztov     | HUN  | 4'40"34 |
| Brons  | Anja Klinar     | SLO  | 4'46"05 |

#### 4×100 meter vrije slag
| rang   | naam                                                                | land | tijd    |
| ------ | ------------------------------------------------------------------- | ---- | ------- |
| Goud   | Solenne Figuès Celine Couderc Aurore Mongel Malia Metella           | FRA  | 3'40"67 |
| Zilver | Chantal Groot Inge Dekker Annabel Kosten Marleen Veldhuis           | NED  | 3'41"39 |
| Brons  | Johanna Sjöberg Gabriella Fagundez Cathrin Carlzon Josefin Lillhage | SWE  | 3'43"54 |

#### 4×200 meter vrije slag
| rang   | naam                                                           | land | tijd    |
| ------ | -------------------------------------------------------------- | ---- | ------- |
| Goud   | Tatiana Rouba Melissa Caballero Laura Roca Erika Villaecija    | ESP  | 8'03"41 |
| Zilver | Céline Couderc Katarin Quelennec Elsa N’Guessan Solenne Figuès | FRA  | 8'06"04 |
| Brons  | Camelia Potec Larisa Lacusta Beatrice Caslary Simona Paduraru  | ROU  | 8'06"26 |

#### 4×100 wisselslag
| rang   | naam                                                               | land | tijd    |
| ------ | ------------------------------------------------------------------ | ---- | ------- |
| Goud   | Laure Manaudou Laurie Thomassin Aurore Mongel Malia Metella        | FRA  | 4'05"96 |
| Zilver | Irina Amsjennikova Svitlana Bondarenko Jana Klochkova Olga Mukomol | UKR  | 4'06"35 |
| Brons  | Stefanie Luiken Madelon Baans Chantal Groot Marleen Veldhuis       | NED  | 4'07"41 |

Langebaan (50 meter):

Boedapest 1926 · 
Bologna 1927 · 
Parijs 1931 · 
Maagdenburg 1934 · 
Londen 1938 · 
Monte Carlo 1947 · 
Wenen 1950 · 
Turijn 1954 · 
Boedapest 1958 · 
Leipzig 1962 · 
Utrecht 1966 · 
Barcelona 1970 · 
Wenen 1974 · 
Jönköping 1977 · 
Split 1981 · 
Rome 1983 · 
Sofia 1985 · 
Straatsburg 1987 · 
Bonn 1989 · 
Athene 1991 · 
Sheffield 1993 · 
Wenen 1995 · 
Sevilla 1997 · 
Istanboel 1999 · 
Helsinki 2000 · 
Berlijn 2002 · 
Madrid 2004 · 
Boedapest 2006 · 
Eindhoven 2008 · 
Boedapest 2010 · 
Debrecen 2012 · 
Berlijn 2014 · 
Londen 2016 · 
Glasgow 2018 · 
Boedapest 2020 · 
Rome 2022

Kortebaan (25 meter):

Sprintkampioenschappen: Gelsenkirchen 1991 · 
Espoo 1992 · 
Gateshead 1993 · 
Stavanger 1994

Kortebaankampioenschappen: Rostock 1996 · 
Sheffield 1998 · 
Lissabon 1999 · 
Valencia 2000 · 
Antwerpen 2001 · 
Riesa 2002 · 
Dublin 2003 · 
Wenen 2004 · 
Triëst 2005 · 
Helsinki 2006 · 
Debrecen 2007 · 
Rijeka 2008 · 
Istanboel 2009 · 
Eindhoven 2010 · 
Szczecin 2011 · 
Chartres 2012 · 
Herning 2013 · 
Netanya 2015 · 
Kopenhagen 2017 · 
Glasgow 2019 · 
Kazan 2021 · 
Otopeni 2023